# Río Grande de la Costa
Río Grande de la Costa es un pueblo situado en la Península de Paria, en el estado Sucre, Venezuela.

## Toponimia
El nombre del pueblo proviene de su gran, extenso y largo caño de agua dulce no salada sino salobre, al que Colón también llamó el Jardín del Edén. 

## Historia
Río Grande de la Costa fue fundada en el año 1805 por ingleses y martiniquenses. 
Su capilla fue construida en el año 1927 por el maestro de obra Cruz Silvio. 

## Datos rápidos de Río Grande de la Costa
- - Población: 40 habitantes (según el censo de 2001).
- - Gentilicio: riograndero.
- - Moneda: bolívar fuerte (VEF)
- - Economía: pesca, agricultura y turismo.
- - Huso horario: (GMT -4:30)
- - Electricidad: 110/60.
- - Código telefónico: 0294.
- - Código postal: 6161.
- - Coordenadas:10°39′15″N 62°07′25″W
- - Idioma oficial: español.
- - Religión: la mayor parte de la población religiosa es cristiana.
- - Alcalde: Jesús Ramírez López.
- - Santo patrón:Virgen del Carmen - agosto
- - Presidenta del Consejo Comunal: Carmen Córdova.

## Demografía
La mayoría de las personas en Río Grande de la Costa son descendientes de trinitarios y martiniquenses.

## Geografía
Río Grande de la Costa se encuentra en la parroquia de Cristóbal Colón, en la península de Paria, dentro del municipio Valdez del estado Sucre. La mayor parte de la superficie está compuesta por un terreno montañoso, con valles y algunos pequeños ríos que fluyen hacia el mar. Está ampliamente cubierto por selva tropical.

### Ámbito Geográfico
- Norte: Serranía Parque nacional Península de Paria.
- Sur: El Caño de Río Grande.
- Este: Puerto de Hierro.
- Oeste: Carretera hacia Mapire.

## Ensenada Río Grande
En esta preciosa cala viven varias familias de pescadores. Tiene un pequeño río que abastece las necesidades de la población de este líquido tan importante. Esta bahía se abre hacia el sur. La playa tiene 100 metros de largo.

## Clima
Río Grande de la Costa, está en el trópico, por lo que disfruta de un clima tropical marítimo influido por los vientos del noreste. La temperatura media es de 26 °C, y la temperatura máxima promedio es 34 °C por el día y unos 20 °C de media por las noches. La humedad es alta, particularmente durante la estación húmeda, cuando promedia el 85%. Recibe un promedio de 211 cm³ de lluvia por año, generalmente concentrada en los meses de junio a diciembre, cuando en breve, intensos diluvios ocurren frecuentemente. La precipitación aumenta en el Rango Norte, donde puede recibir hasta 381 cm³. Durante la estación seca, las sequías atacan la parte central superior del territorio. Queda fuera de la zona de huracanes.

## Galería

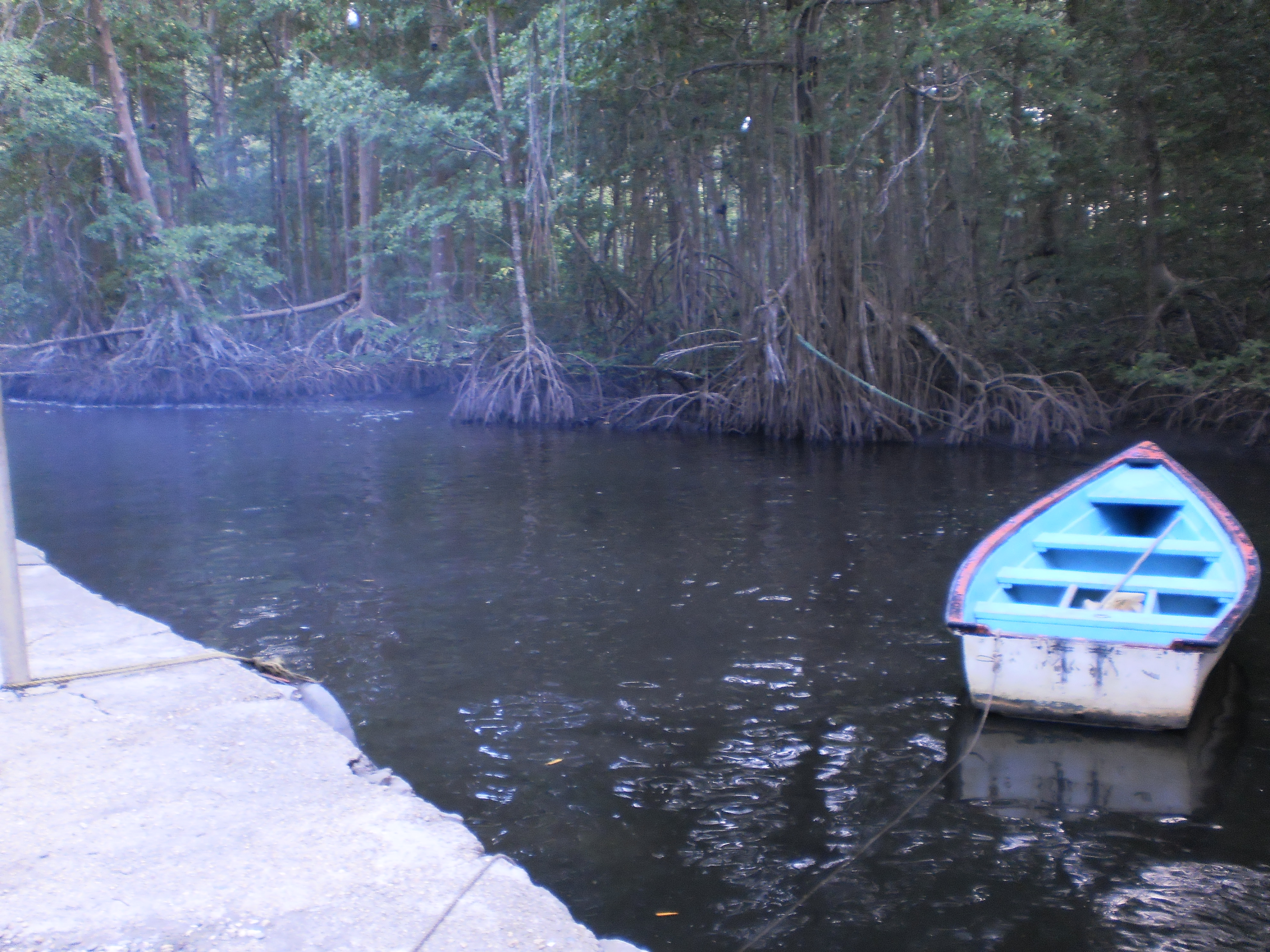
Muelle en el Caño de Río Grande de la Costa
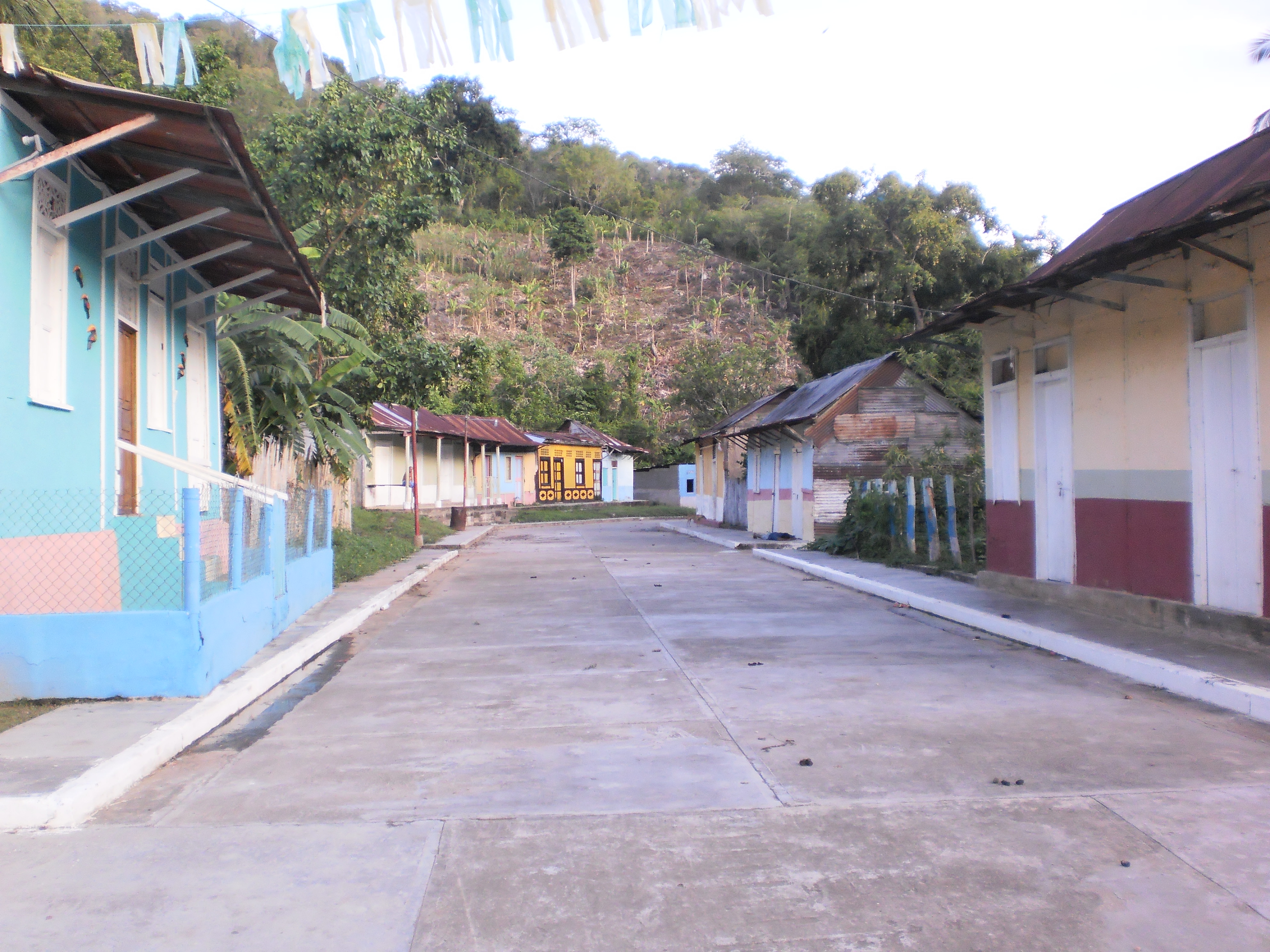
Calle Principal de Río Grande de la Costa
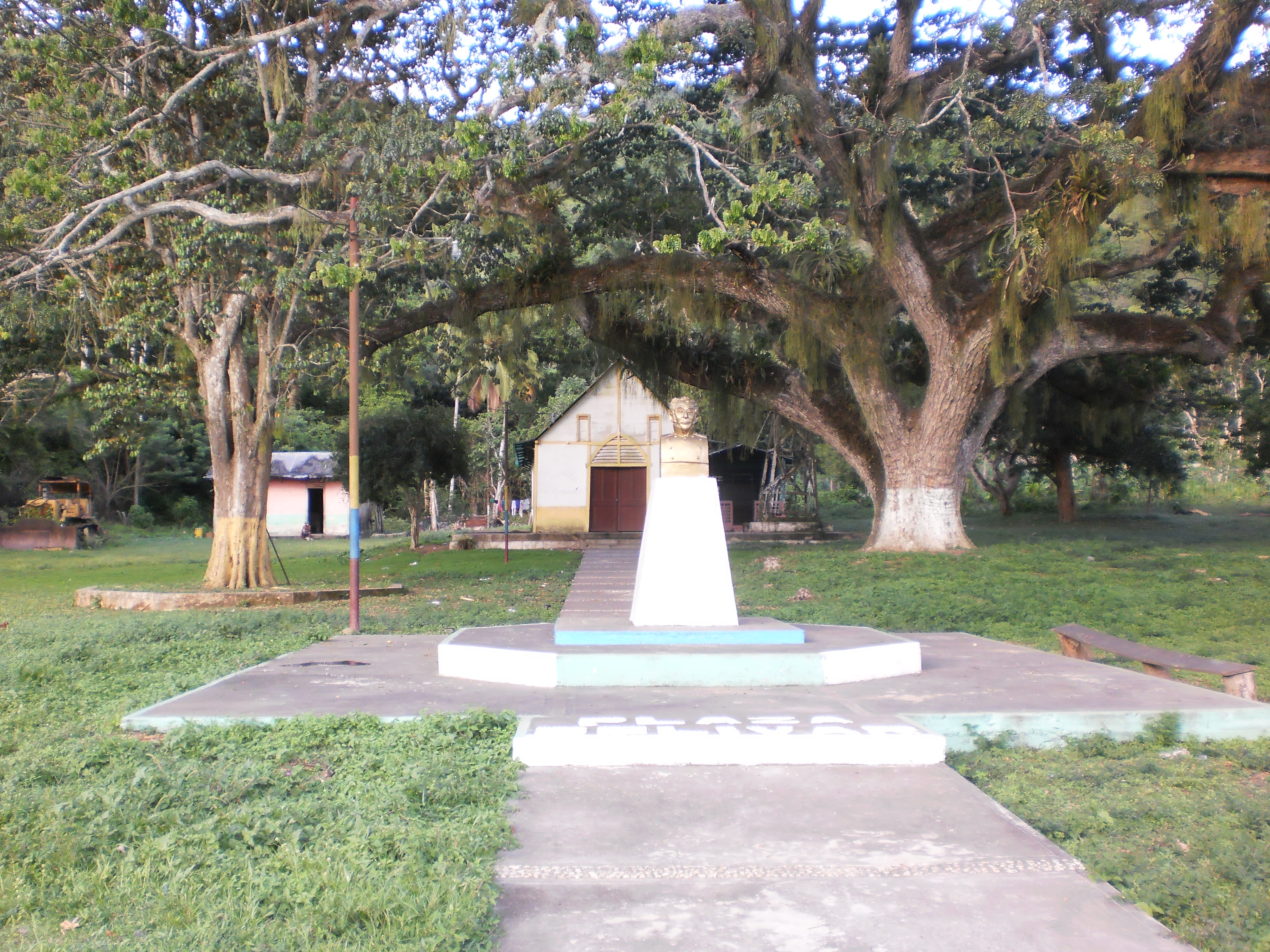
Plaza Bolívar y Capilla
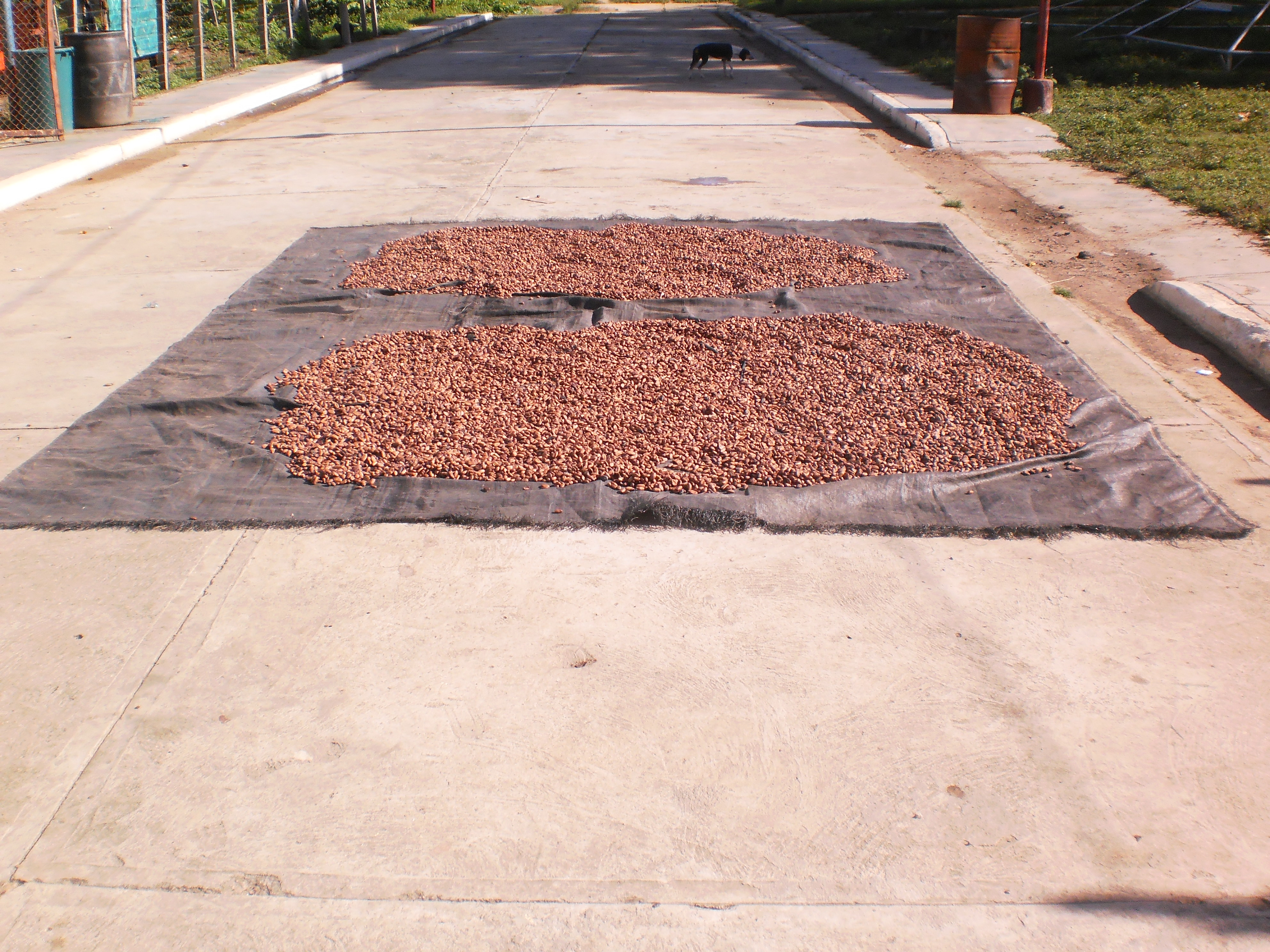
Secando Cacao en la Calle Principal
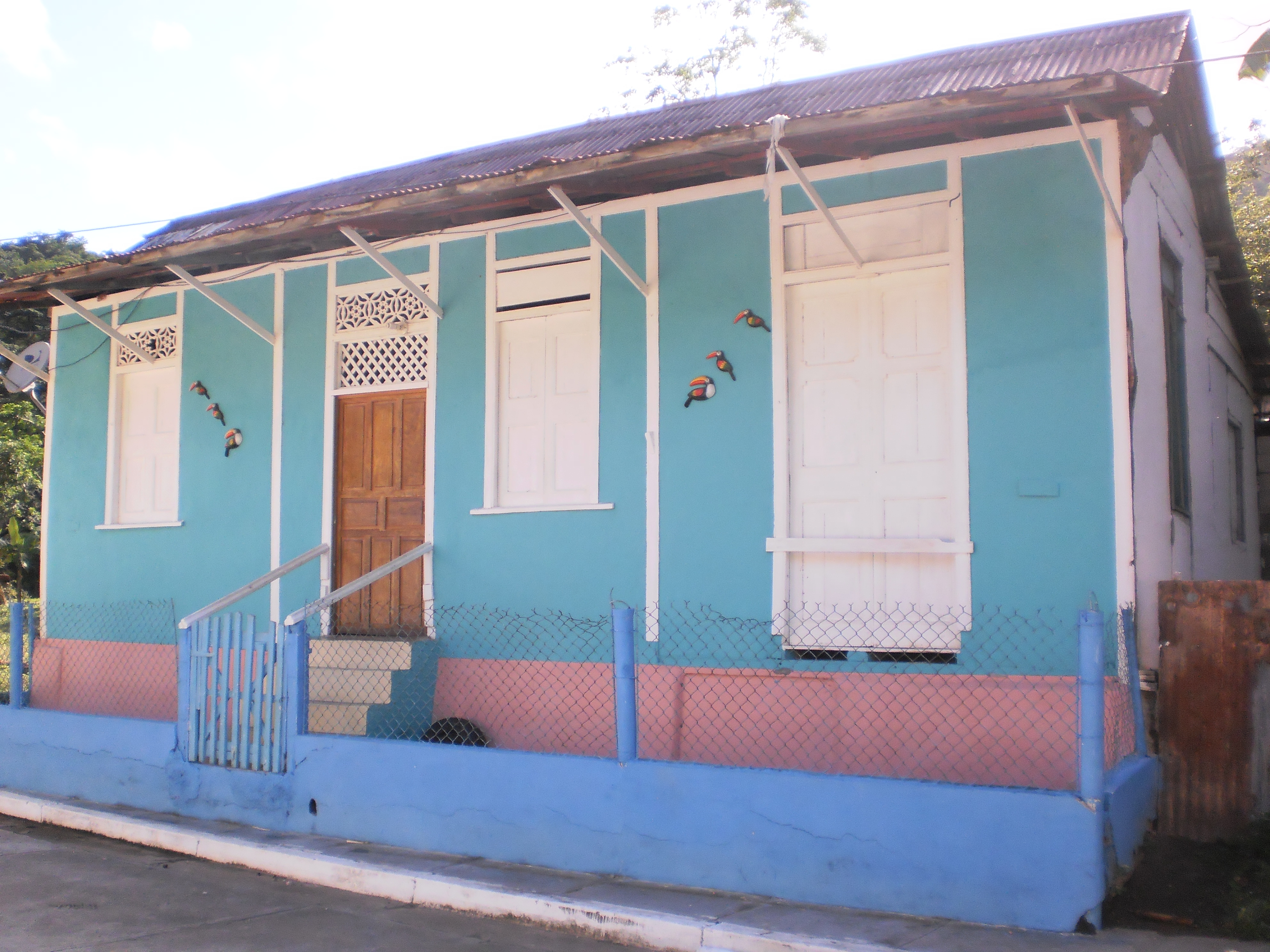
Casa antigua en la Calle Principal de Río Grande de la Costa
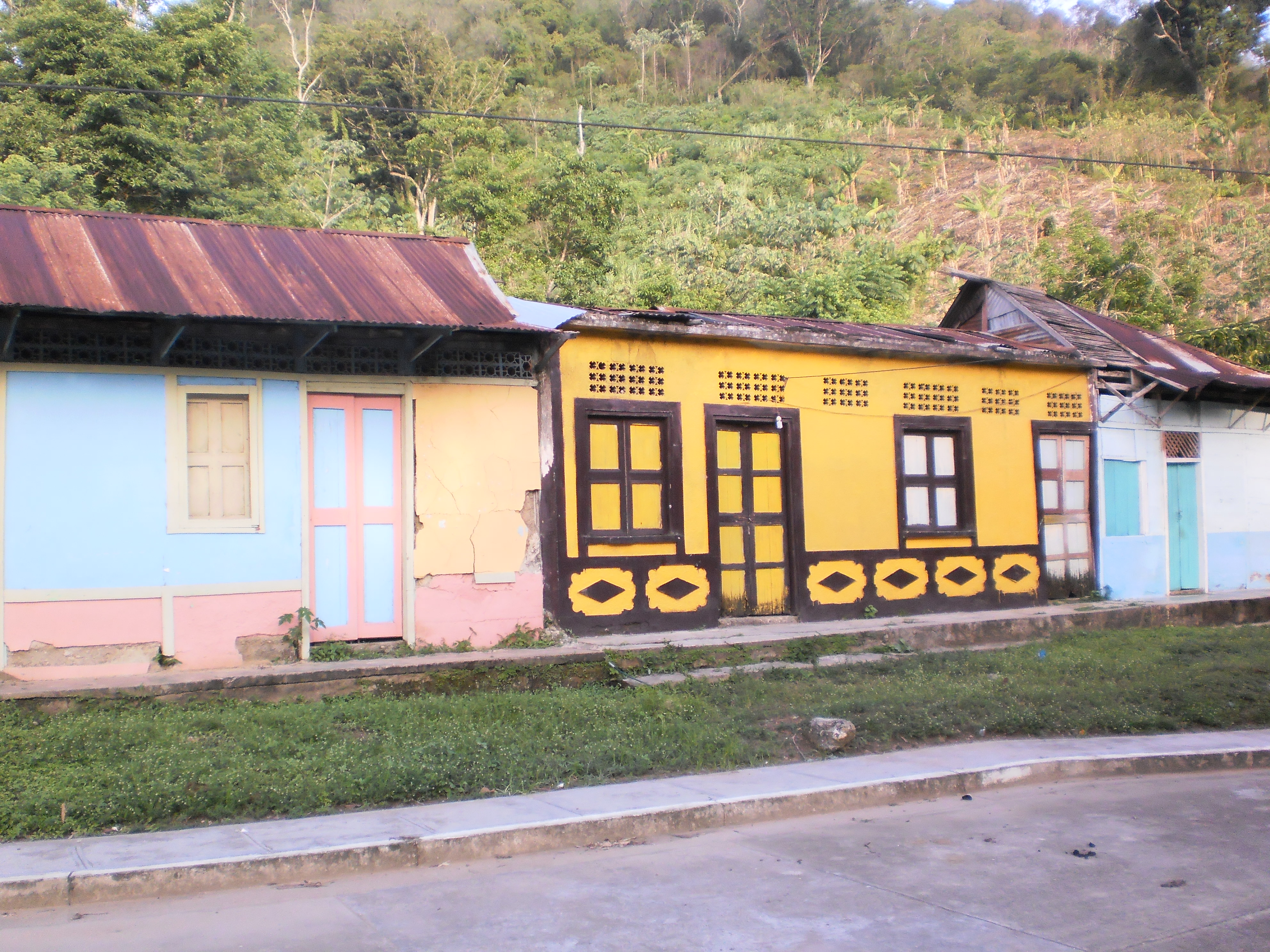
Casas coloniales de Río Grande de la Costa
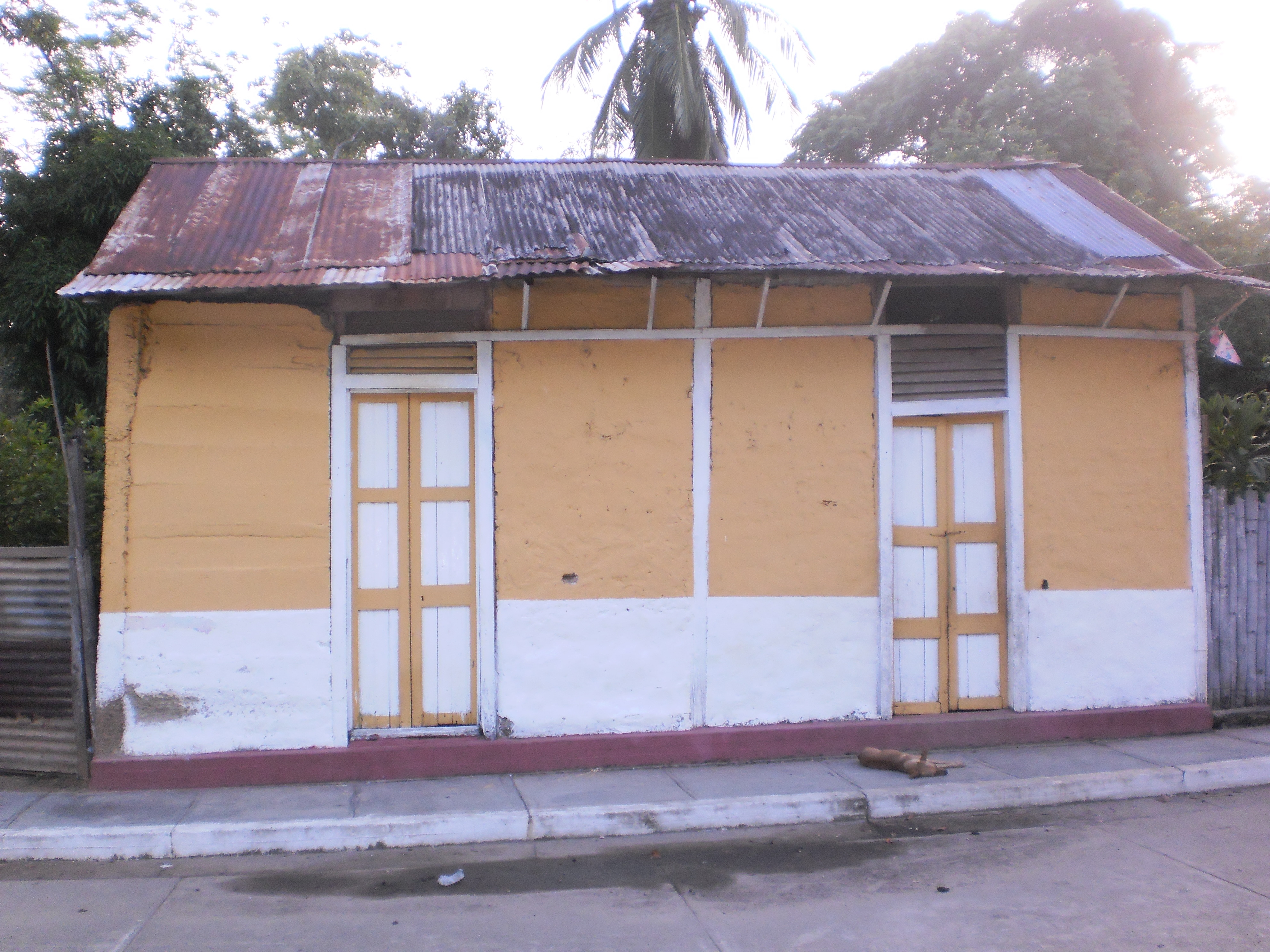
Casa colonial
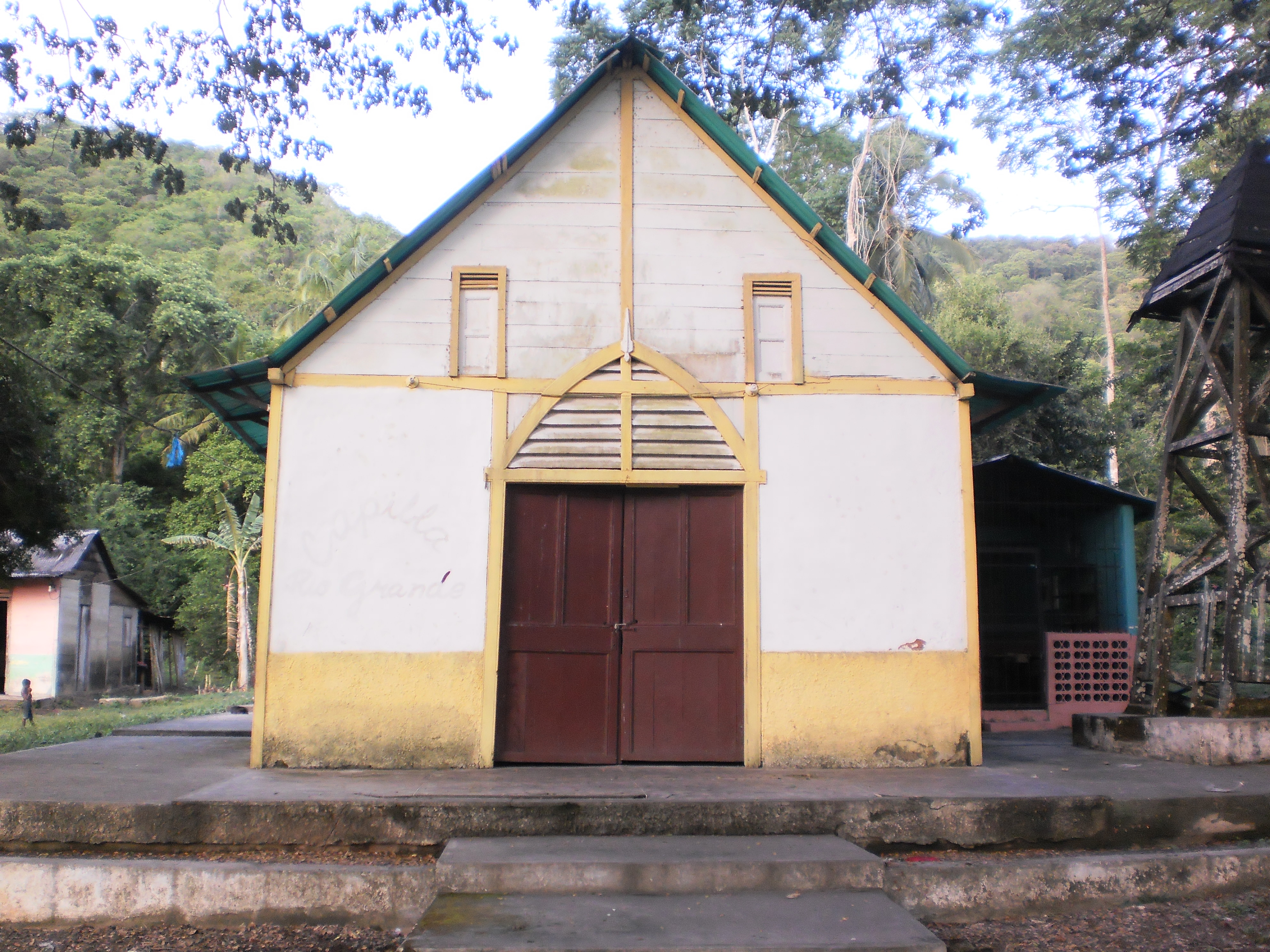
Capilla
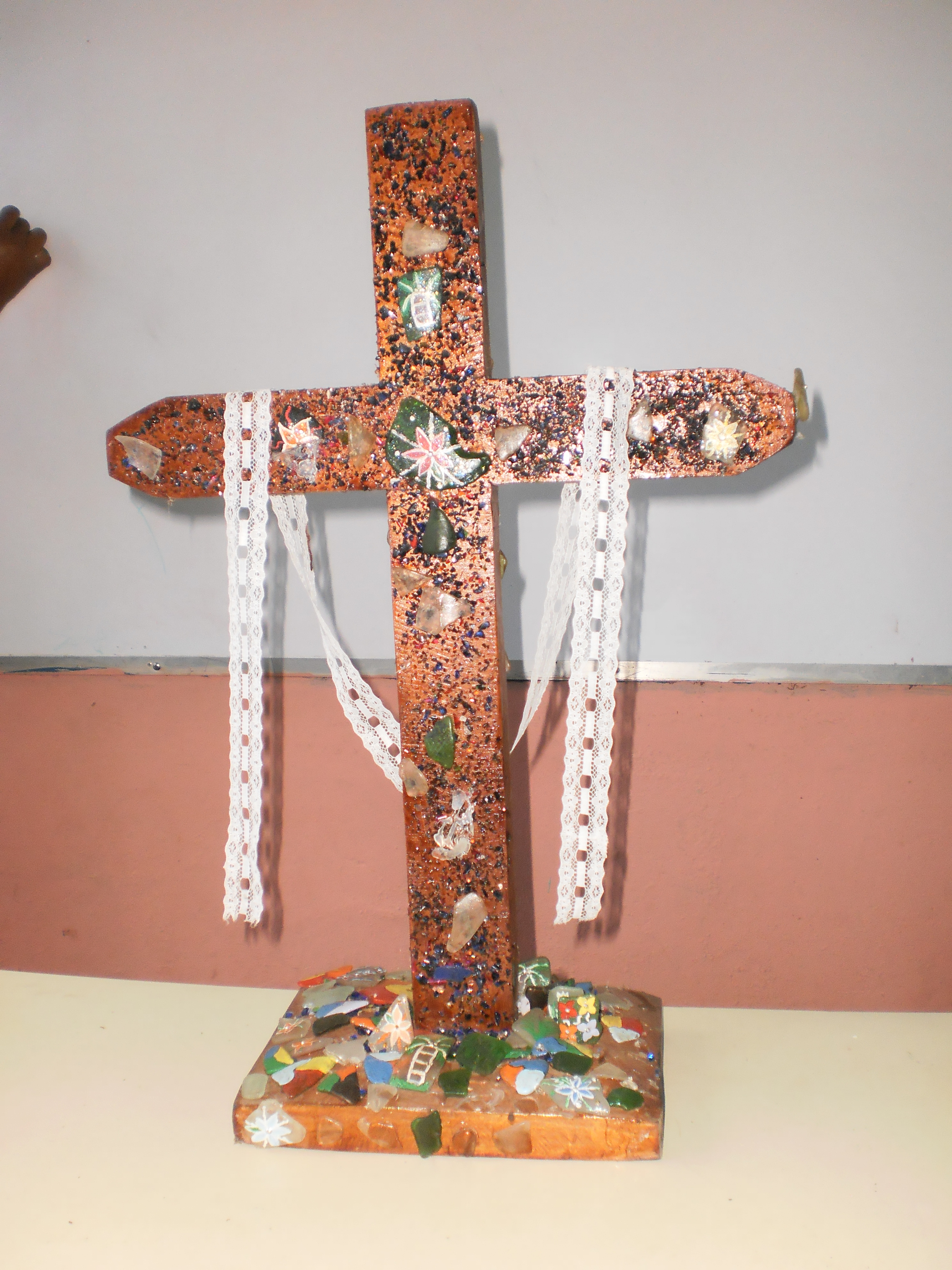
Cruz de Mayo
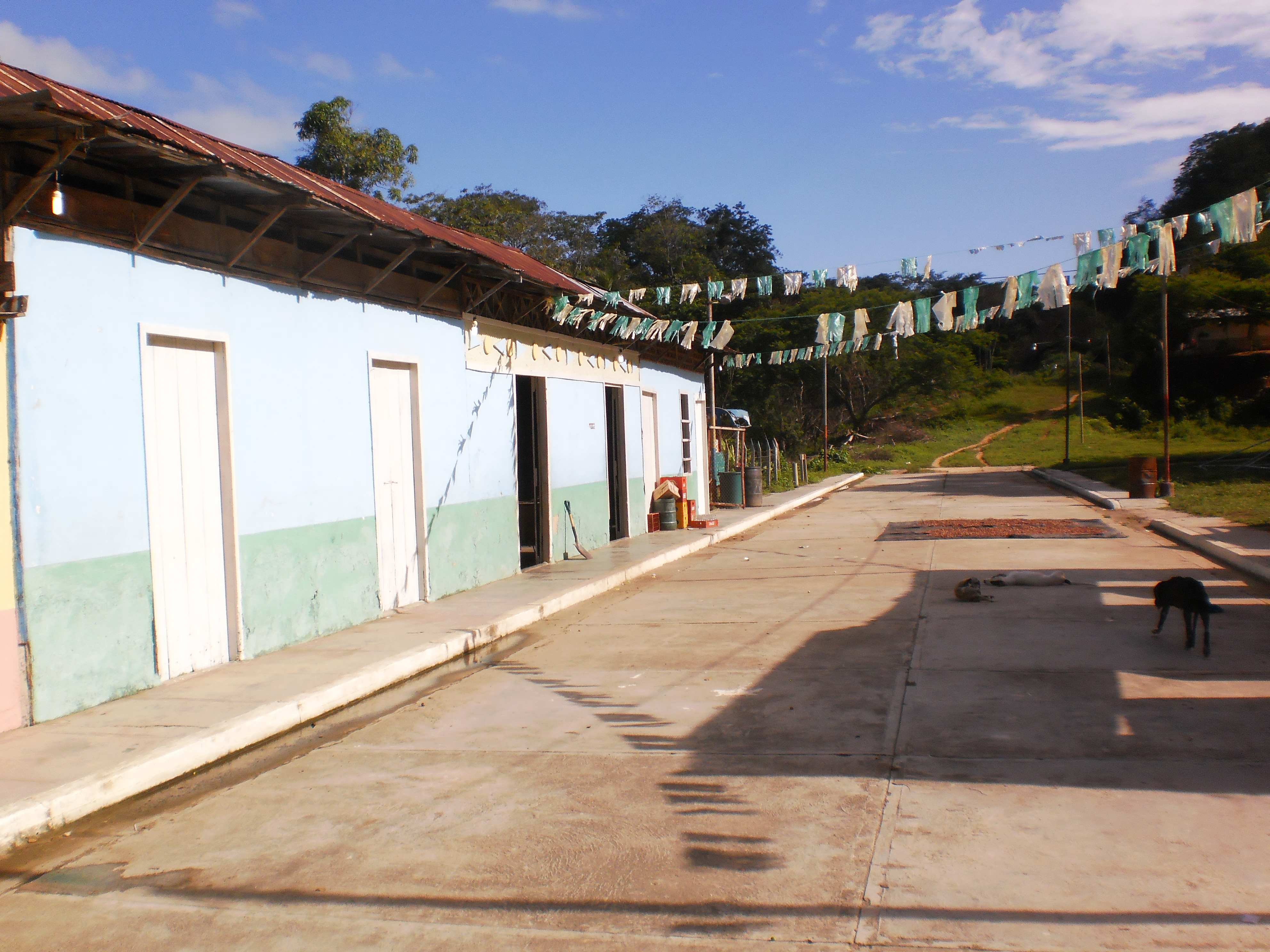
Casa de la Maestra del Pueblo
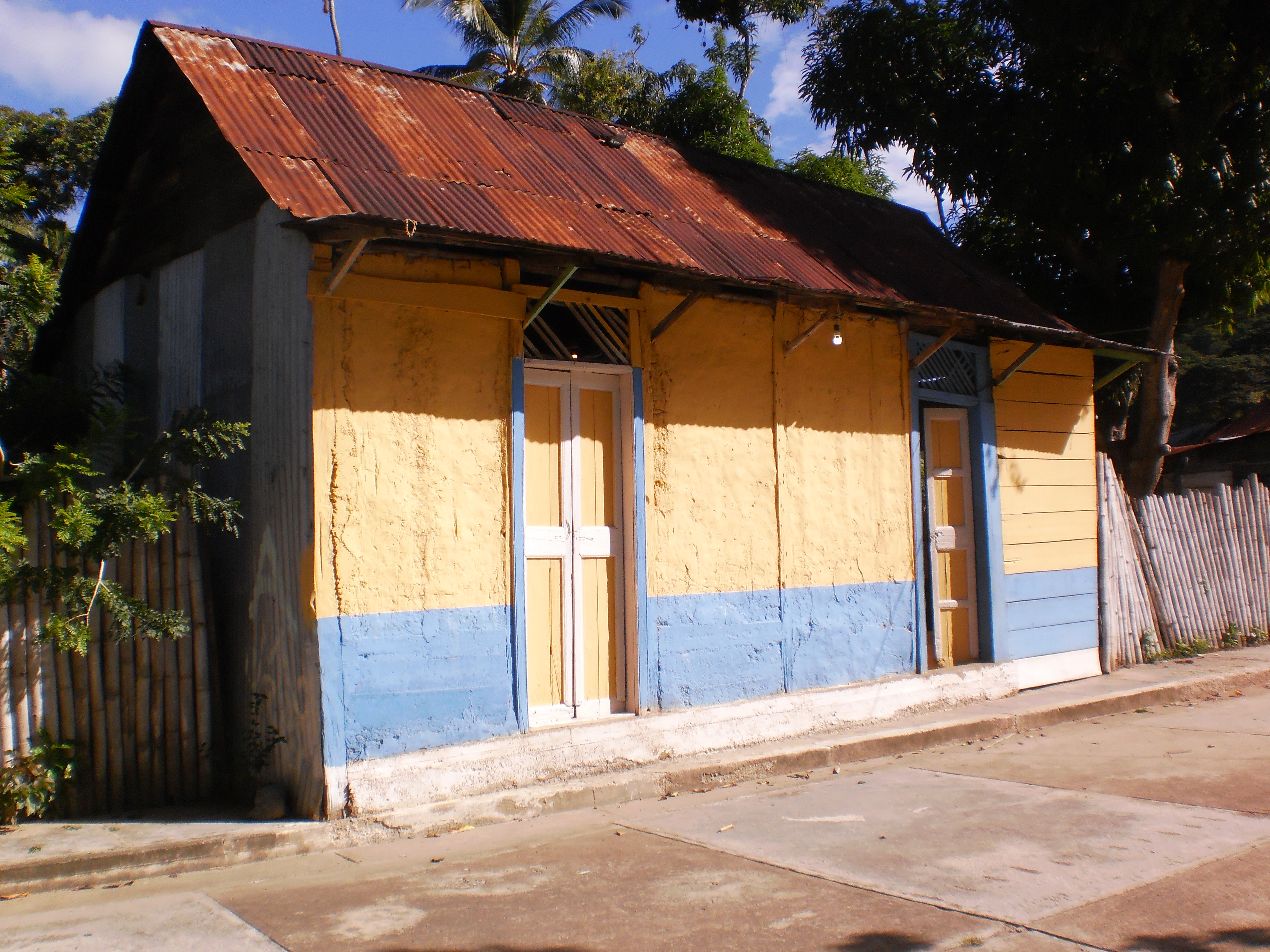
Casa del Comisario
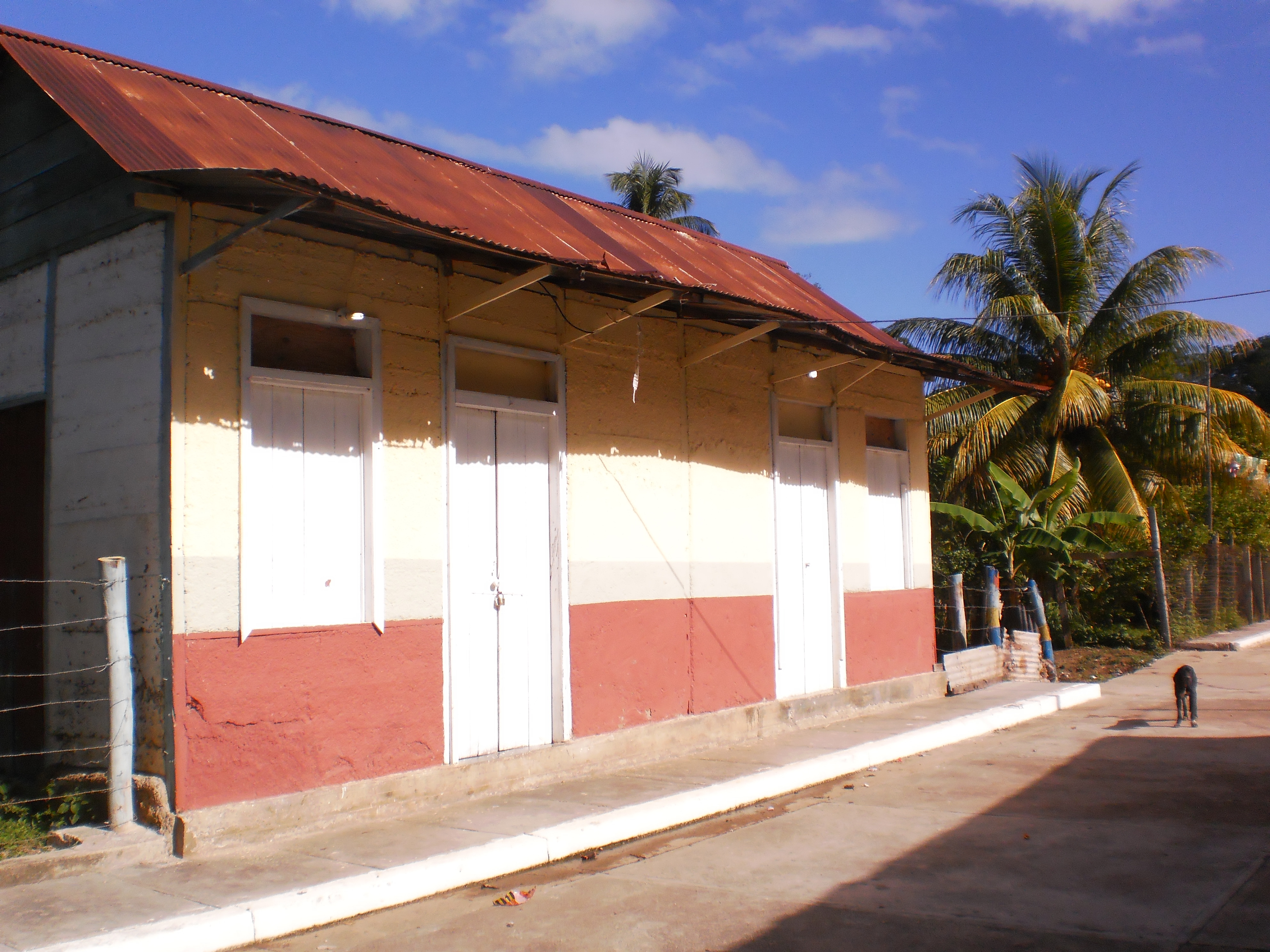
Espectacular Casa
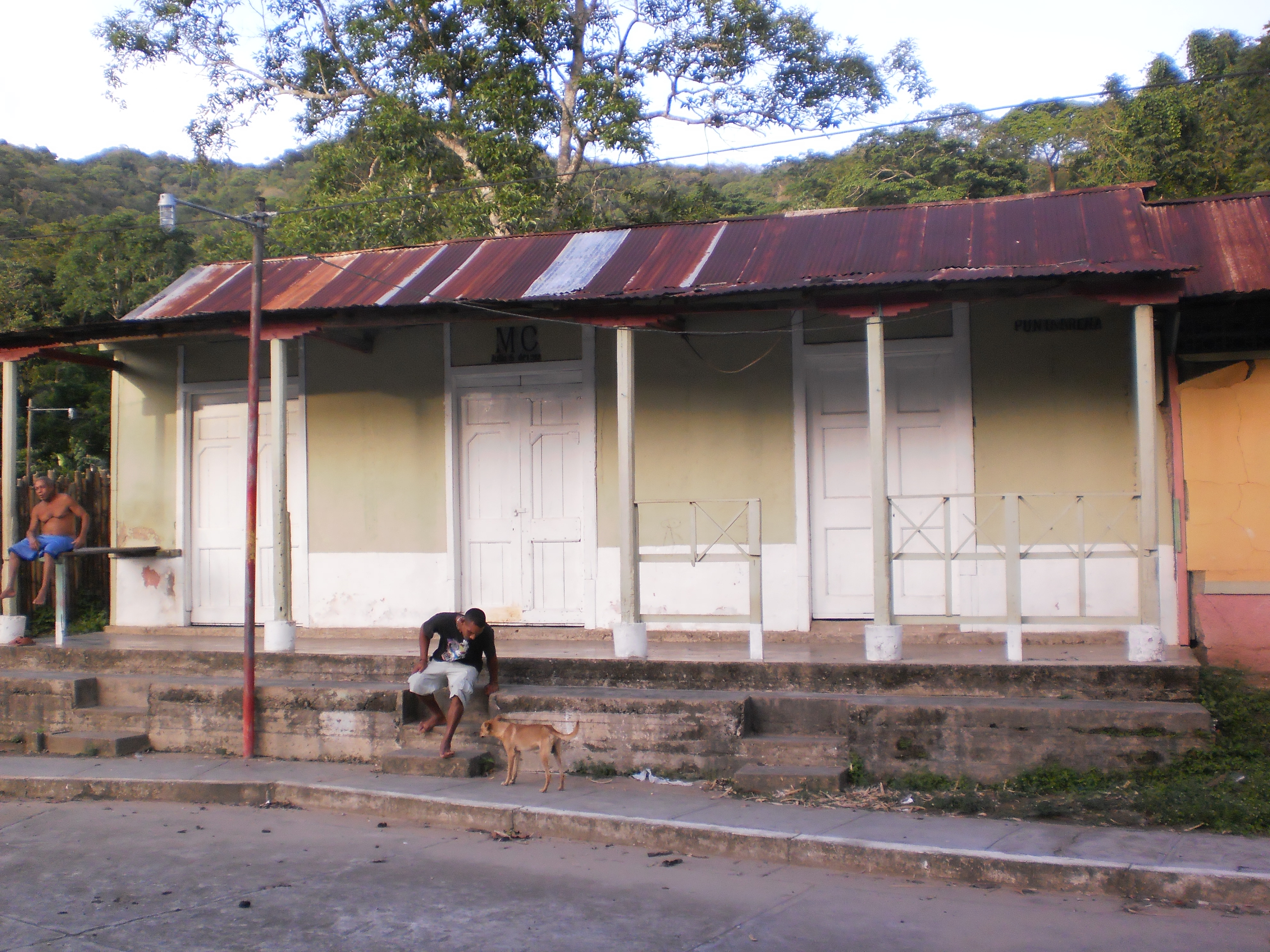
Otra Espectacular Casa
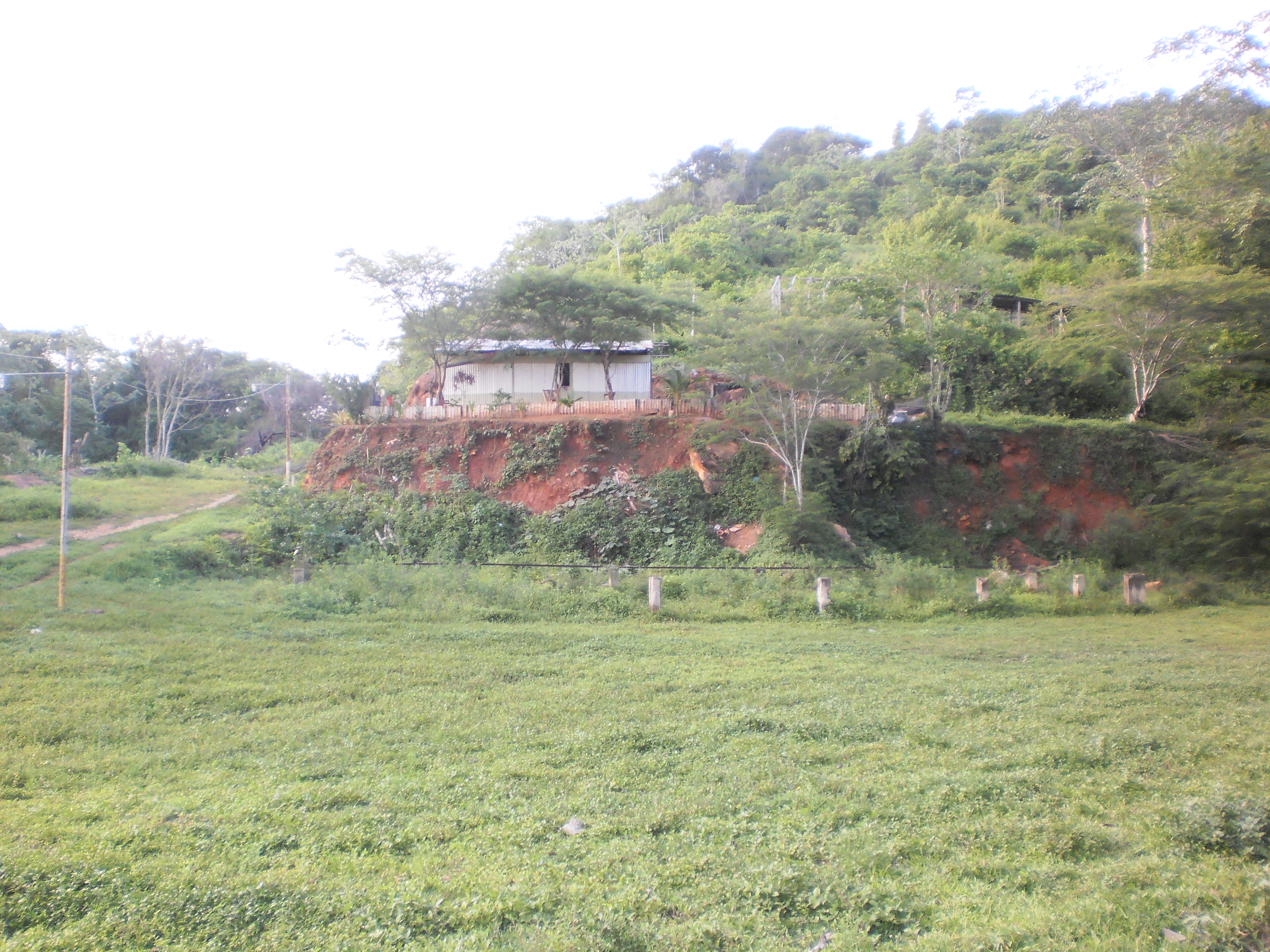
Casa en la colina
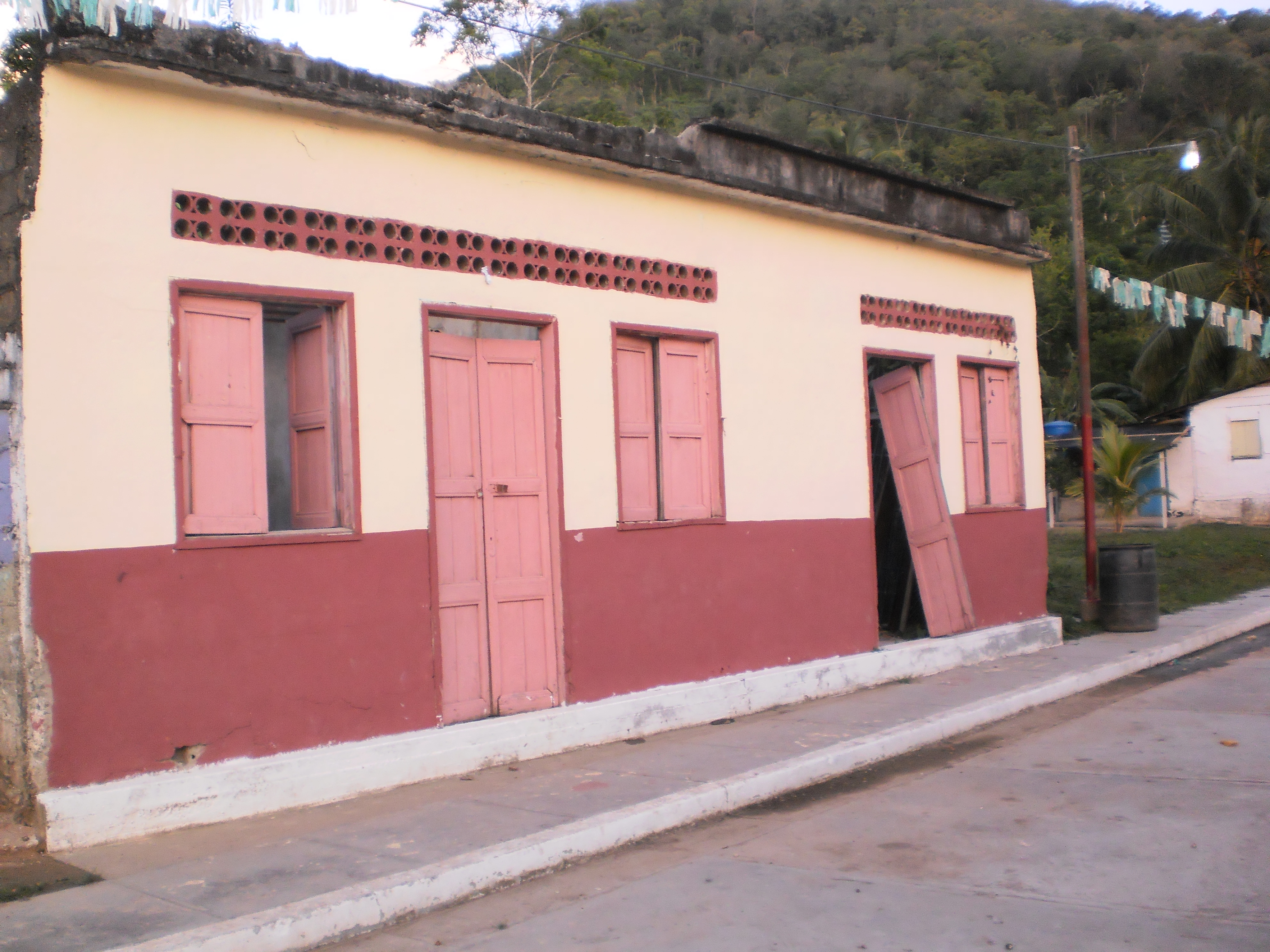
Casa muy linda
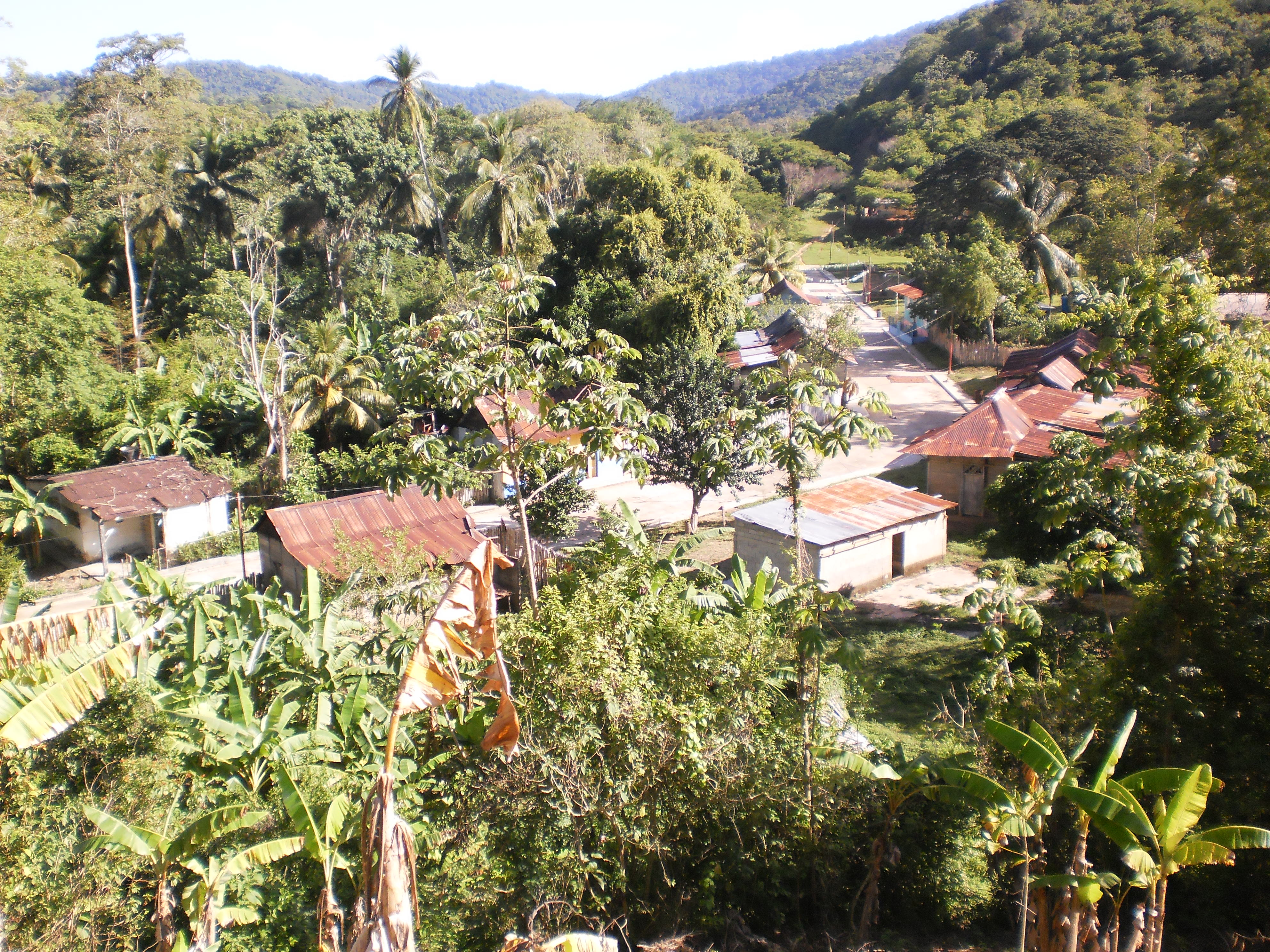
Vista aérea del pueblo
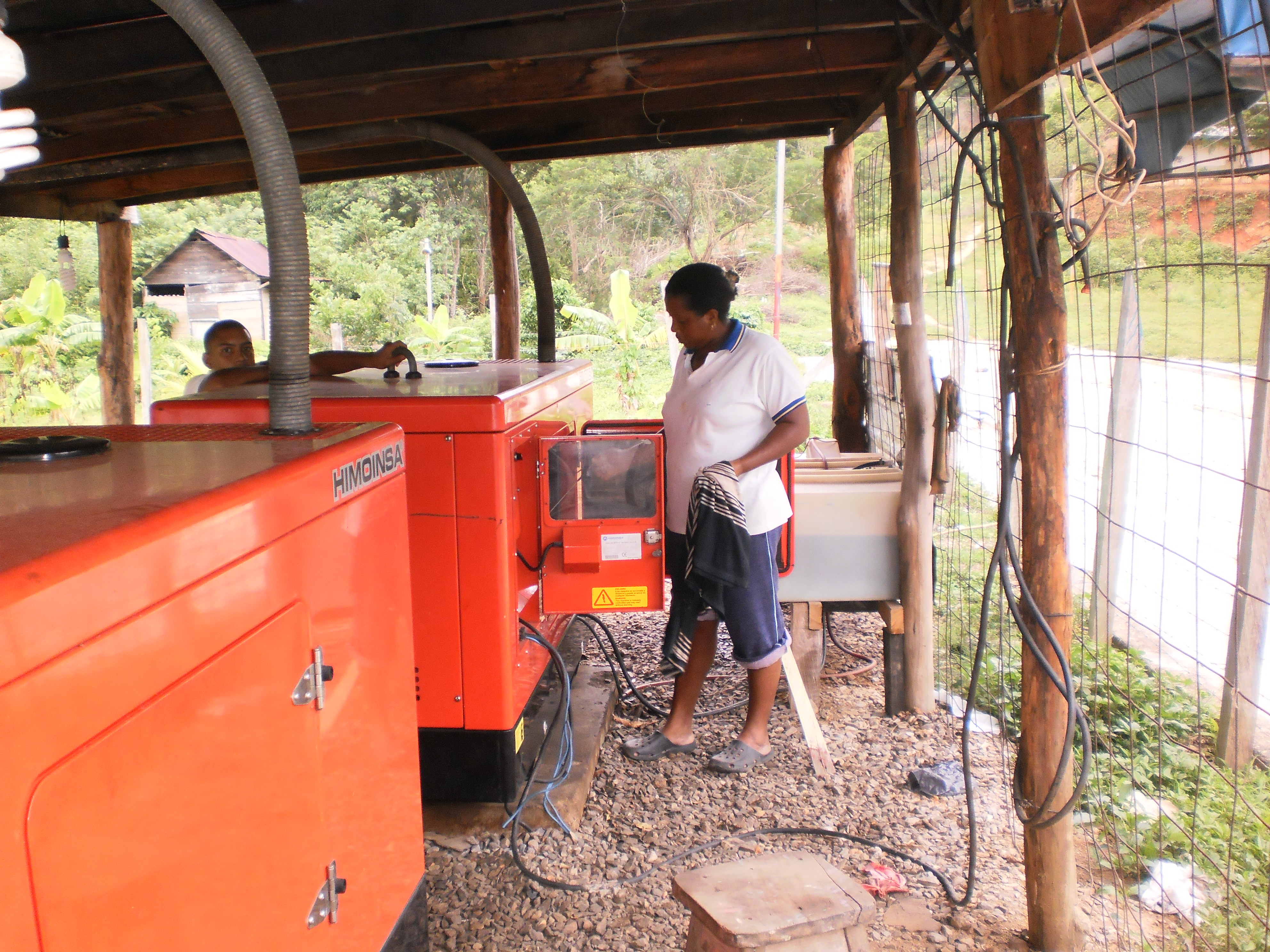
La profesora prendiendo la planta Eléctrica
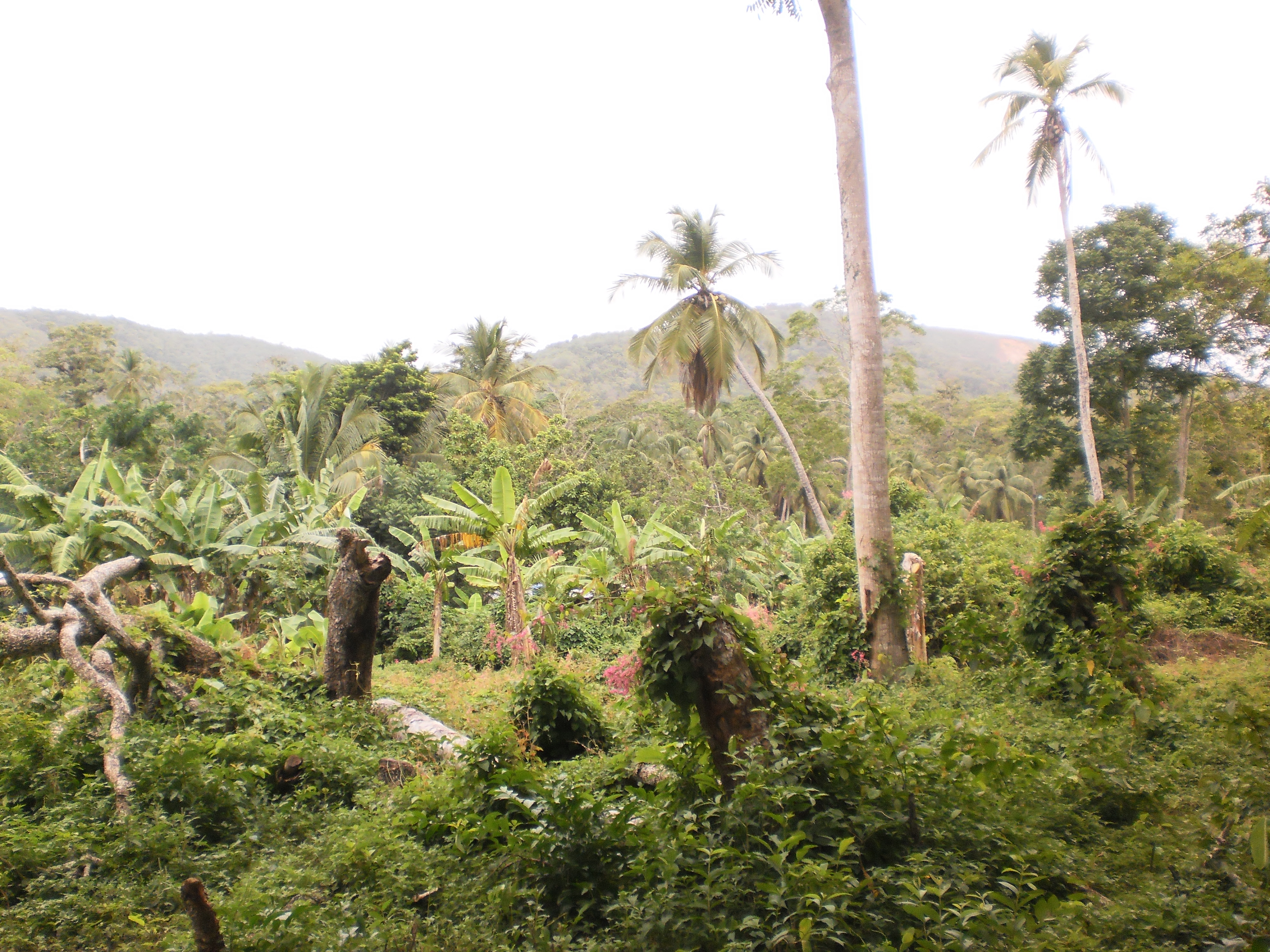
La exuberante vegetación
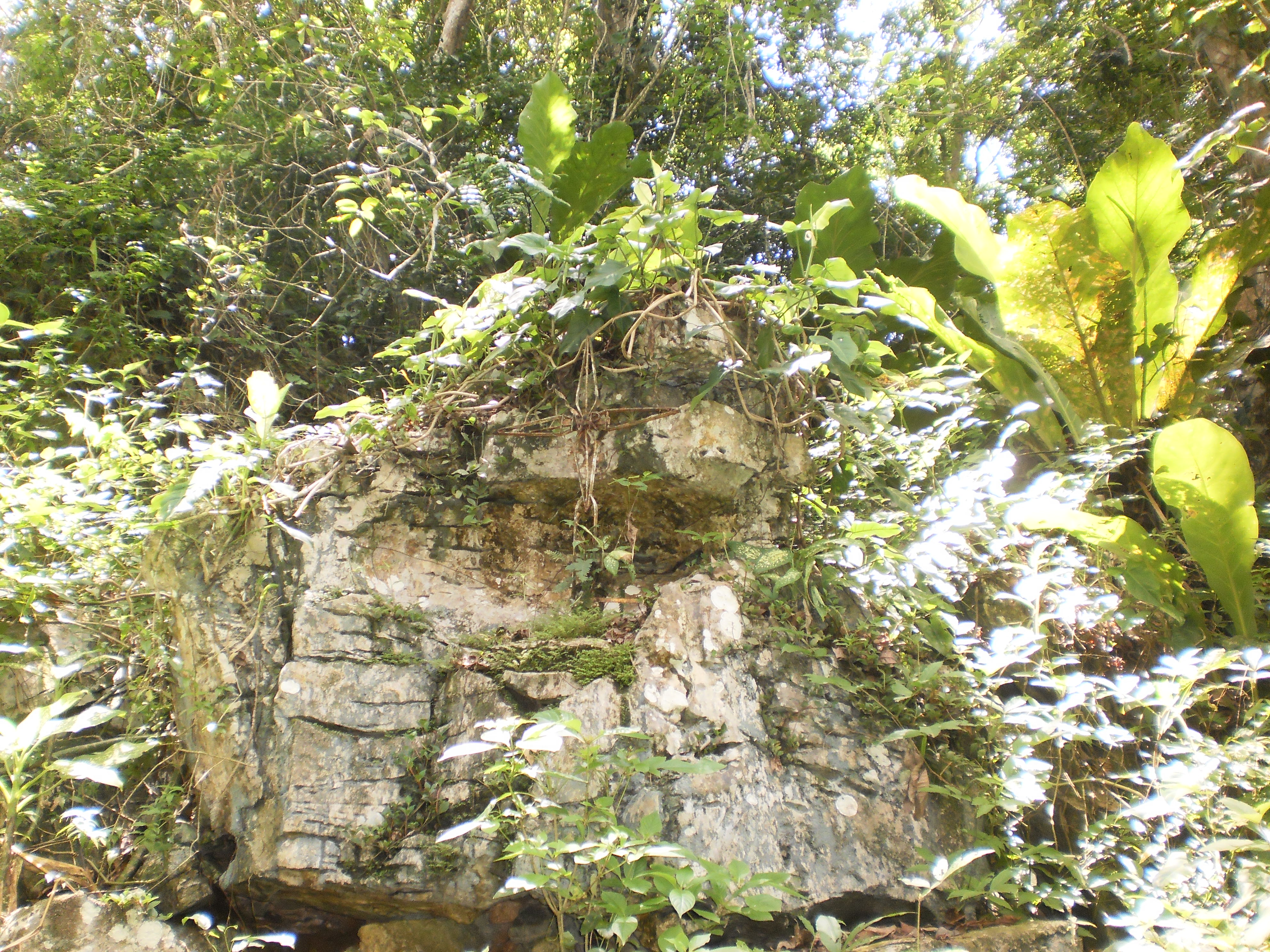
Cruz de la Piedra
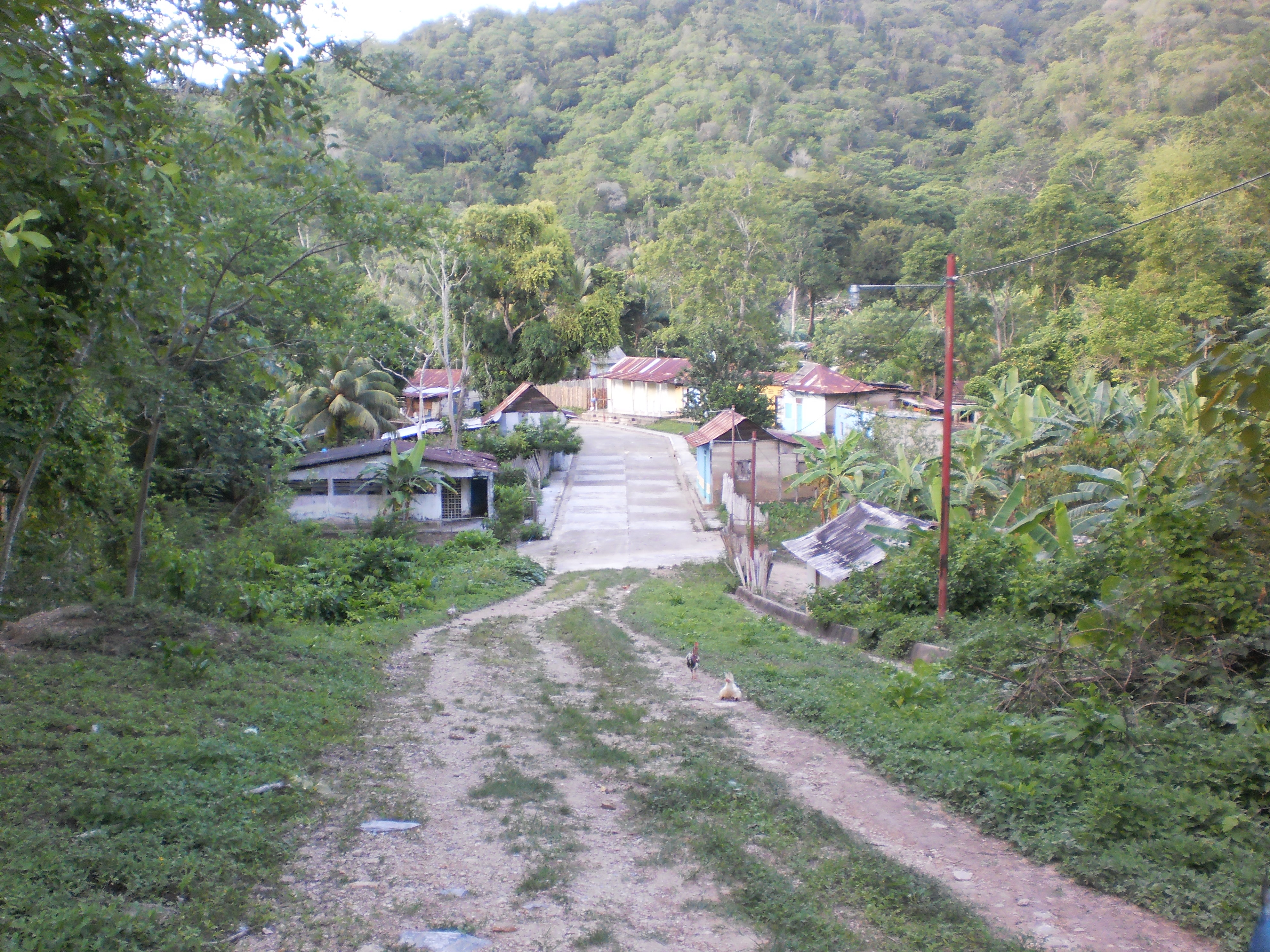
Bajada hacia el pueblo
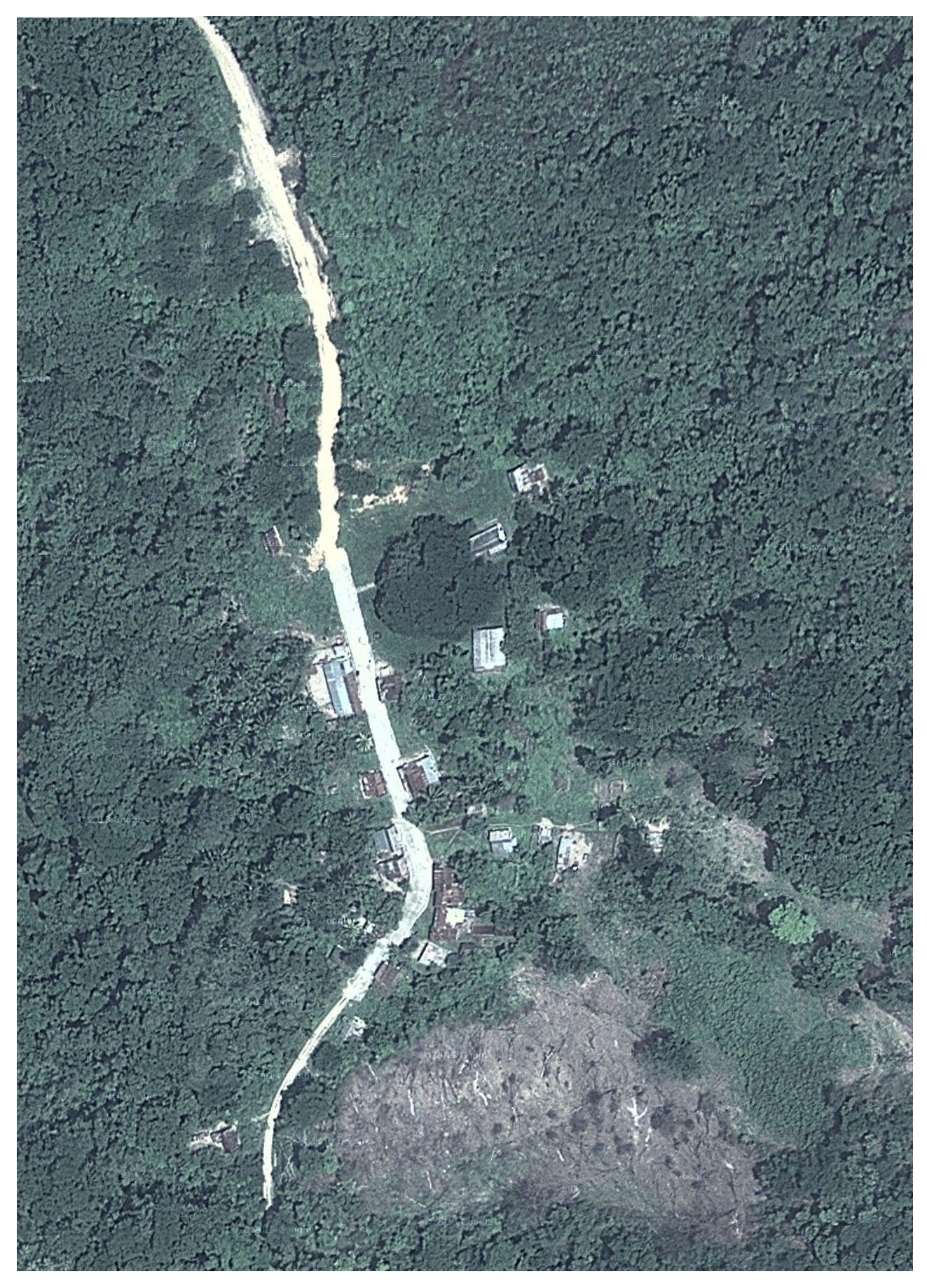
Mapa de Río Grande de la Costa

## Enlaces
- Página oficial de la Fundación Turismo de Río Grande de la Costa
- Concurso de Belleza Miss Península
- Tiempo en Ensenada Rio Grande
- Ensenada Rio Grande
- Güiria- Rio Grande de la Costa - Reto Caribe  (enlace roto disponible en Internet Archive; véase el historial, la primera versión y la última).
- (censo 2001)
- Registro Electoral